# 孤星夢
《孤星夢》為臺灣歌手王傑的第二張國語精選輯，發行於1994年5月13日，由飛碟唱片公司發行。

## 專輯簡介
專輯由陳大力統籌，彭國華監製，吳楚楚發行，是王傑繼《浪子心》之後由飛碟發行的第二張國語精選輯，共收錄了12首歌曲，此張精選輯依舊引起很高的詢問度，該年7月亦於日本發行，並多收錄了兩首歌曲。

## 曲目
| 曲序 | 曲名                 | 曲              | 詞     | 編曲            | 附註           |
| 01   | 忘了你忘了我         | 王文清          | 王文清 | 陳志遠          |                |
| 02   | 忘記你不如忘記自己   | Johann Ziller   | 張方露 | Ricky Ho        |                |
| 03   | 惦記這一些           | 王文清          | 王文清 | 陳志遠          |                |
| 04   | 孤星                 | 陳志遠          | 陳樂融 | 陳志遠          |                |
| 05   | Baby I'm Your Man    | 王傑            | 王傑   | Ricky Ho        |                |
| 06   | 我                   | 陳大力 陳秀男   | 陳大力 | Ricky Ho        |                |
| 07   | 英雄淚               | 陳大力          | 劉虞瑞 | Ricky Ho        |                |
| 08   | 安妮                 | 王傑            | 陳樂融 | 陳志遠          |                |
| 09   | 少年的心             | 李壽全          | 陳樂融 | 陳志遠          |                |
| 10   | 心痛                 | 王傑            | 王傑   | Ricky Ho        |                |
| 11   | 那段血、淚、汗的日子 | Iskandar Ismail | 陳樂融 | Iskandar Ismail |                |
| 12   | 家 太遠了            | Ricky Ho        | 陳大力 | Ricky Ho        |                |
| 13   | 只要說你愛我         | 王傑            | 王傑   | Ricky Ho        | 僅收錄於日本版 |
| 14   | 我只要一個真實的明天 | 李子恆          | 李子恆 | Belinda Foo     | 僅收錄於日本版 |

## 專輯文案
每個人都可以有夢
因爲夢 他 活著 愛著 唱著 寫著
因爲夢 他 站在今亞洲的舞台上發光發熱
爲中國人創下漂亮的驚歎號
浪子。孤鷹。英雄。傳奇。巨星。
每一個名字都是他的寫照
每一個過程都是我們的回憶
如同王傑的“浪子心”
如同王傑的“孤星夢”
在歲月的千錘百煉 去蕪存菁以後
依舊感人肺腑

## 唱片版本
- 錄音帶版
- CD版